# Chytriomyces fructicosus
Chytriomyces fructicosus är en svampart som beskrevs av Karling 1949. Chytriomyces fructicosus ingår i släktet Chytriomyces och familjen Chytridiaceae.   Inga underarter finns listade i Catalogue of Life.